# X 3800
La série d'autorails X 3800, surnommée « Picasso », constitue l'une des plus importantes séries d'autorails SNCF, élaborées par la Division d'études autorails de la SNCF (DEA) en 1947, dans le cadre d'un vaste plan de construction d'engins unifiés devant remplacer les petites séries disparates, construites entre les deux guerres pour les compagnies exploitant les anciens réseaux.
Ces autorails, livrés entre 1950 et 1961 au nombre de 251, sont voulus fiables, robustes et économiques. Caractérisés par leur kiosque de conduite latéral situé en toiture qui leur vaut leur surnom, ils ont circulés sur l'ensemble du réseau français, les derniers d'entre eux cessant leur service en mai 1988, étant confrontés à la fermeture de petites lignes ou évincés par des séries plus modernes et confortables. Un grand nombre seront sauvegardés.

## Genèse de la série
À la fin la Seconde Guerre mondiale, le parc des autorails de la SNCF se trouve fortement réduit, de nombreux engins ayant été détruits ou endommagés par faits de guerre. Il est composé en outre d'engins très hétérogène et trop coûteux à entretenir, composé de petites séries fournies par de nombreux constructeurs aux anciens réseaux.
La SNCF, au travers de sa division d'études autorails (DEA), conçoit donc en 1947 le projet d'un vaste plan de construction d'autorails dits « unifiés », dont elle élabore les cahiers des charges : trois grandes séries destinées à circuler sur tout le territoire français, en fonction des services qui leur sont demandés. Les X 5500-X 5800 (« U 150 » ou unifiés de 150 ch) sont affectés à la desserte des petites lignes à faible trafic. Les X 2400 (« U 600 » ou unifiés de 600 ch) assurent des circulations express sur des lignes à plus fort trafic, leur puissance leur permettant de tracter jusqu'à trois remorques unifiées. Les dessertes omnibus sont plus spécialement dévolues aux X 3800 (« U 300 » ou unifiés de 300 ch).

## Description

### Caractéristiques techniques

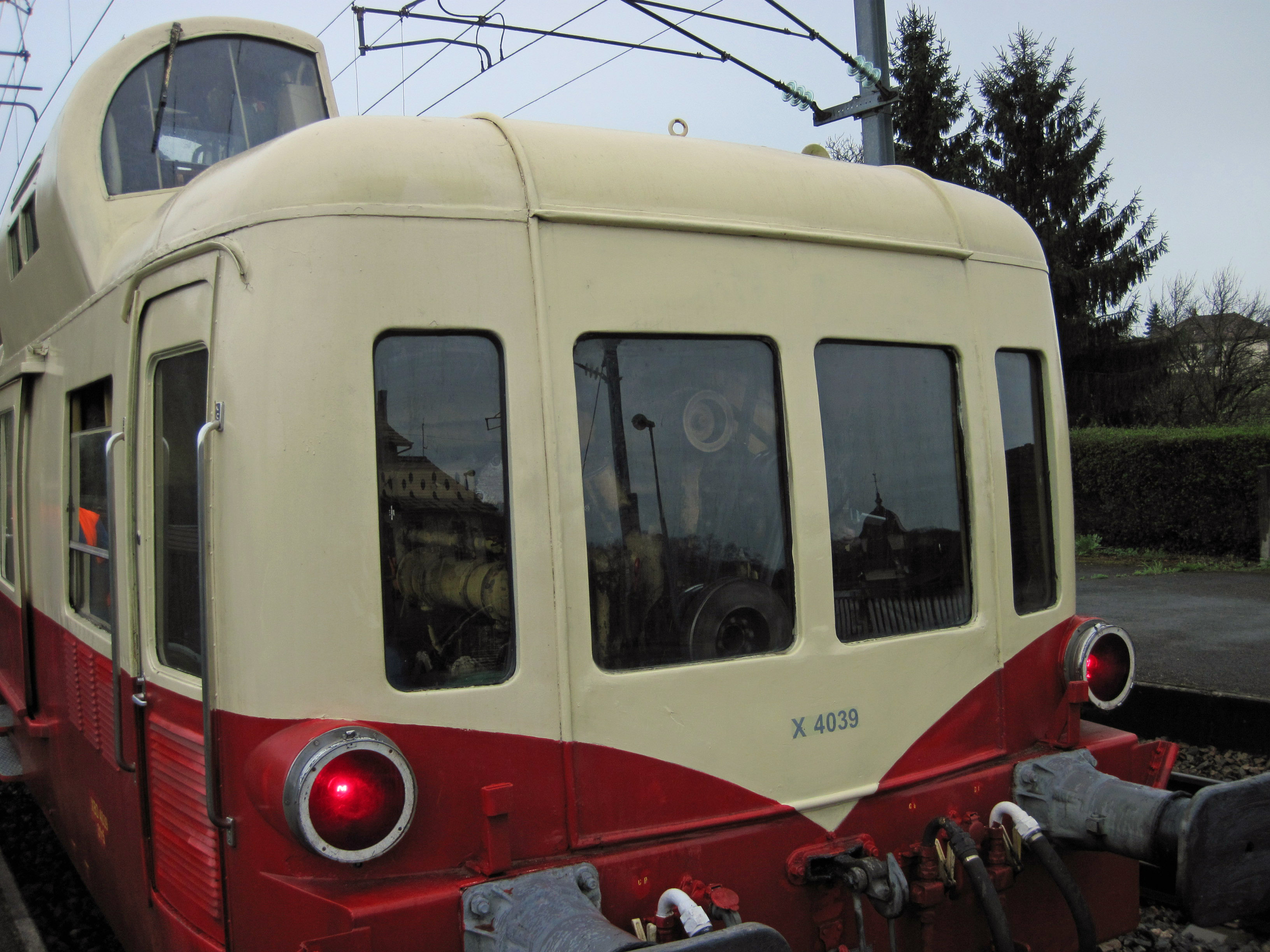
Vue avant, côté compartiment moteur du X 4039.

L'autorail X 3800, dit unifié 300 ch et surnommé autorail « Picasso », constitue une série d'autorails diesel à bogies, exploitée par la SNCF entre 1950 et 1988. Ces autorails facilement reconnaissables à leur kiosque de conduite latéral surélevé, ont été construits à 251 exemplaires et en plusieurs sous-séries, cela par trois constructeurs différents : la Régie Nationale des Usines Renault (RNUR, 110 exemplaires), De Dietrich (21 exemplaires) et les Ateliers de construction du Nord de la France (ANF, 120 exemplaires). Parmi les autorails construits par Renault, seul le X 3801, tête de série, est fabriqué à Boulogne-Billancourt ; tous les autres sortent de l'usine de Choisy-le-Roi.
La caisse autoportante des X 3800 est réalisée en longerons et tôle d'acier soudé, à l'exception du pavillon qui est en tôle d'aluminium. Cette disposition permet de limiter à 8 t la charge à l'essieu. L'autorail est doté d'un moteur diesel Renault de type 517 G - d'une puissance unitaire de 300 ch, portée par la suite à 340 ch ou de type 575 - d'une puissance unitaire de 360 ch) ou Saurer de type BZDS - d'une puissance unitaire de 320 ch, ces derniers étant fabriqués sous licence par la Société des Forges et Ateliers du Creusot (SFAC). Le moteur est relié grâce à un embrayage à une transmission mécanique Renault, boîte de vitesses à commande manuelle et inverseur de marche proche de celle utilisée sur les Renault VH, qui attaque les deux essieux du bogie moteur le plus proche.
La suspension est intégralement assurée par des ressorts hélicoïdaux, et les bogies ne sont pas reliés à la caisse par des pivots, mais par un système de câbles qui permettent un débattement latéral relativement important pour une bonne inscription dans les courbes des voies fréquentées,.
Les X 3800 peuvent circuler en jumelage entre eux ou avec d'autres séries d'autorails, ce qui nécessite un conducteur dans chaque engin, correspondant avec l'autre par un signal sonore. La puissance du "Picasso" lui permet de tracter, si le profil de la ligne est facile, une remorque unifiée ou deux remorques FNC ; dans des rampes supérieures à 13 ‰, l'autorail circule seul. Les rames composées peuvent atteindre un maximum de six caisses, avec au plus trois engins moteurs.
|               | RNUR | De Dietrich | ANF |
| ------------- | ---- | ----------- | --- |
| Renault 517 G | 99   |             | 41  |
| Saurer BZDS   |      | 21          | 64  |
| Renault 575   | 11   |             | 15  |

Ces autorails sont probablement surnommés « Picasso » par les cheminots à cause de leur unique cabine de conduite excentrée en kiosque, dont la forme n'est pas en harmonie avec celle de la caisse, ce qui fait penser aux tableaux de visages peints par Pablo Picasso où les yeux et le nez étaient décalés. La position de cette cabine est conçue afin de simplifier les commandes mécaniques et permet de conduire dans les deux sens de marche.
La série X 3800 « Picasso » se montrant bien conçue et très fiable, ne fait l'objet d'aucune modification technique importante au cours de sa carrière.

### Aménagements intérieurs et livrées

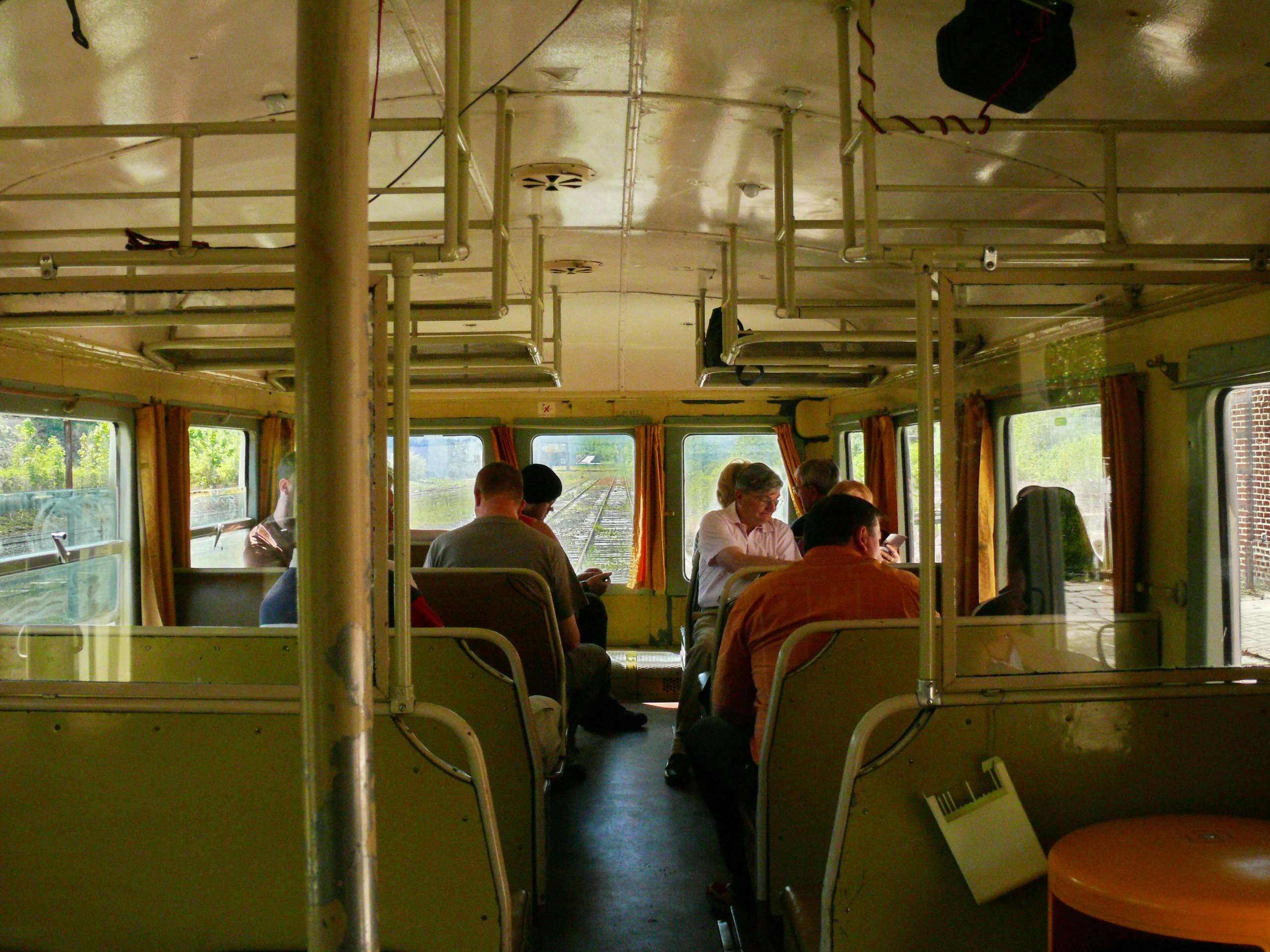
Vue de la salle arrière d'un autorail avec les supports au plafond pour porter les sacs bagages et valises.

Les X 3800 disposent de deux salles voyageurs de part et d'autre de la plateforme d'accès et d'un compartiment à bagages côté moteur — le côté moteur est considéré comme l'avant du véhicule. La salle arrière offre une meilleure visibilité dans chaque sens de marche, pour les passagers car elle présente trois grands baies frontales et son plancher est, en outre, légèrement surélevé, car il se trouve au-dessus du bogie porteur. Lors de leur mise en service, les Picasso sont le plus souvent aménagés en troisième classe, offrant 62 places assises dans les 2 salles et 5 strapontins sur la plateforme. Sans modifications, cet aménagement passe ensuite en seconde classe en 1956, lors de la suppression de la troisième classe. En 1952 sont livrés 21 exemplaires dont la salle d'extrémité est aménagée en classe supérieure, ramenant la capacité totale à 52 + 6 passagers. Ces autorails sont d'abord de 3e et 2e classe, puis de seconde et première classe. Cette disposition est toutefois transitoire et ils finissent par être réaménagés en seconde classe unique.
| - X 4039. - X 3943. |

Si le tête de série X 3801 commence à circuler sans peinture spécifique, simplement recouvert d'un apprêt, les exemplaires suivants reçoivent d'emblée une livrée rouge rubis en bas de caisse et gris perle au niveau des baies et du pavillon. Après des essais non concluants incluant des extrémités peintes en jaune vif et qui contribuent peut-être au surnom de Picasso donné à ces autorails, l'ensemble de la série adopte comme les autres autorails de la SNCF vers le milieu des années 1950, la livrée rouge et crème ; le niveau de la découpe entre les deux couleurs reste variable selon les Picasso, soit au ras de la bordure inférieure des baies, soit un peu plus bas ; le dessin des « moustaches » sur les faces avant et arrière est également variable. En fin de carrière six exemplaires, à raison d'un par région SNCF, ont le pavillon peint en rouge comme beaucoup d'autres série d'autorails mais cette disposition n'est pas généralisée à l'ensemble de la série, la réverbération du soleil procurant de la chaleur sur le toit rouge gênant le conducteur. Les numéros en utilisation spéciale adoptent, pour leur part, des livrées différentes, en fonction du rôle qu'ils remplissent.

## Carrière

### Services assurés
Les 251 autorails de la série, répartis en onze commandes successives, sortent des chaînes de fabrication entre 1950 et 1961, avec un maximum de 52 engins livrés en 1952.
Ces autorails de puissance moyenne sont utilisés sur la grande majorité des lignes françaises non électrifiées, dans  toutes les régions. En voici quelques exemples :
- Laroche-Migennes - Corbigny
- Nantes - Saint-Nazaire
- Annemasse - Genève-Eaux-Vives (en Service international)
- Annemasse - Bellegarde
- Bellegarde - Divonne-les-Bains
- Montchanin - Besançon
- Besançon - Bourg-en-Bresse
- Lyon - Bourg-en-Bresse
- Valence - Grenoble - Chambéry - Aix-les-Bains
- Nevers -Montchanin - Le Creusot
- Épinal - Saint-Dié-des-Vosges
- Épinal - Remiremont
- Saintes - La Rochelle
- Nice - Cannes
- Caen - Argentan
- Poitiers - La Rochelle
- La Rochelle - Saintes
- Rouen - Le Havre
- Charleville-Mézières - Givet
- Belfort - Mulhouse
- Sarrebourg - Abreschviller
- Vierzon - Montluçon
- Nevers - Montchanin
- Cahors - Capdenac
- Cahors - Montauban
- Agen - Montauban
- Gare de Dinant - Charleville-Mézières (en Service international)
- Paris - Dreux
- Paris-Est - Sézanne, puis Paris-Est - La Ferté-Gaucher
- Esbly - Crécy
- Gargan - Aulnay-sous-Bois.
- Navettes Freyming-Merlebach - Petite-Rosselle
- Navettes Paris-Est - Paris-Ourcq
- Villefranche - Perpignan
- Bollwiller - Lautenbach
- Brest -  Châteaulin - Quimper

La position de la cabine de conduite gêne toutefois la visibilité du conducteur sur la signalisation des lignes du réseau ferroviaire d'Alsace-Lorraine (départements de la Moselle, du Bas-Rhin et du Haut-Rhin) où elle est implantée à droite ; la circulation des Picasso sur ces lignes est donc assez vite abandonnée.
La série des Picasso est menacée, dans les années 1980, par la fermeture de lignes à faible trafic. Les usagers de la SNCF, en outre, demandent une amélioration générale du confort, à l'image de ce qu'ils peuvent connaître avec les voitures Corail. Les X 3800 sont donc progressivement remplacés par des éléments automoteurs doubles (EAD) et des X 2100 et c'est l'X 3801, engin tête de série, qui connaît la plus longue carrière avec 38 ans de service ; les derniers cessent de circuler en 1988. Un projet de revente de plusieurs exemplaires aux chemins de fer uruguayens ne se concrétise pas.

### Dépôts titulaires
Ce sont au total trente-deux dépôts qui comptent des Picasso à leur effectif entre 1951 et 1968, mais c'est en 1966 que la série complète (moins un exemplaire accidenté en 1957) est répartie dans le plus grand nombre d'établissements, quinze dans les six régions que comporte alors la SNCF.
- Bordeaux (de 1975 jusqu'au 28 mai 1988)
- Chalindrey (de 1970 à 1980)
- Châlons-sur-Marne (de 1958 à 1969)
- Chalon-sur-Saône (de 1964 à 1973)
- Clermont-Ferrand (dès 1952)
- Douai (de 1954 à 1968)
- Evreux (dès 1958)
- La Plaine (de 1975 à 1985)
- La Rochelle - Bongraine (transférés de Saintes en 1960, jusqu'en 1976)
- Laroche-Migennes (de 1965 à 1972)
- Le Mans-Pontlieue (de 1951 à 1970)
- Limoges (dès 1951)
- Longueau (de 1970 à 1977)
- Lyon-Perrache (dès 1952, puis transfert à Lyon-Vaise en 1957)
- Lyon-Vaise (transférés de Lyon-Perrache en 1957, jusqu'en 1980)
- Marseille-Blancarde (transférés de Marseille-Saint-Charles en 1957, jusqu'en 1975)
- Marseille-Saint-Charles (dès février 1955, puis transfert à Marseille-Blancarde en 1957)
- Mohon (dès 1959 et jusqu'en mai 1987)
- Nancy-Heillecourt (de 1951 à 1970)
- Nantes (dès 1951)
- Narbonne (dès 1958)
- Nevers (de 1970 jusqu'en mai 1987)
- Nice-Saint-Roch (dès septembre 1954, jusqu'en 1961)
- Nîmes (de 1967 à 1969)
- Noisy-le-Sec (dès 1959)
- Rouen-Orléans (dès 1951)
- Rennes (1er dépôt titulaire de France avec l'X 3801 livré neuf en 1950, puis jusqu'en 1980)
- Rouge-Barres, près de Lille (dès 1951)
- Saintes (de 1951 à 1960, puis transfert à La Rochelle-Bongraine )
- Sotteville (de 1970 à 1987, sauf X 3997 radié en 2014)
- Tours-Saint-Pierre (de 1955 à 1967)
- Vesoul (dès 1951)
- Vitry-le-François (de 1953 à 1960)

## Engins spéciaux

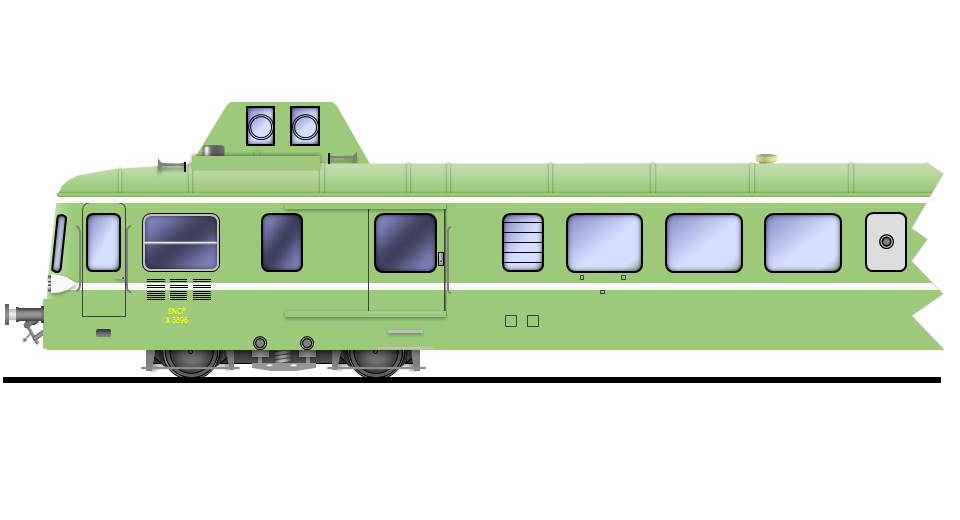
X 3896, autorail de tournées d'inspections.

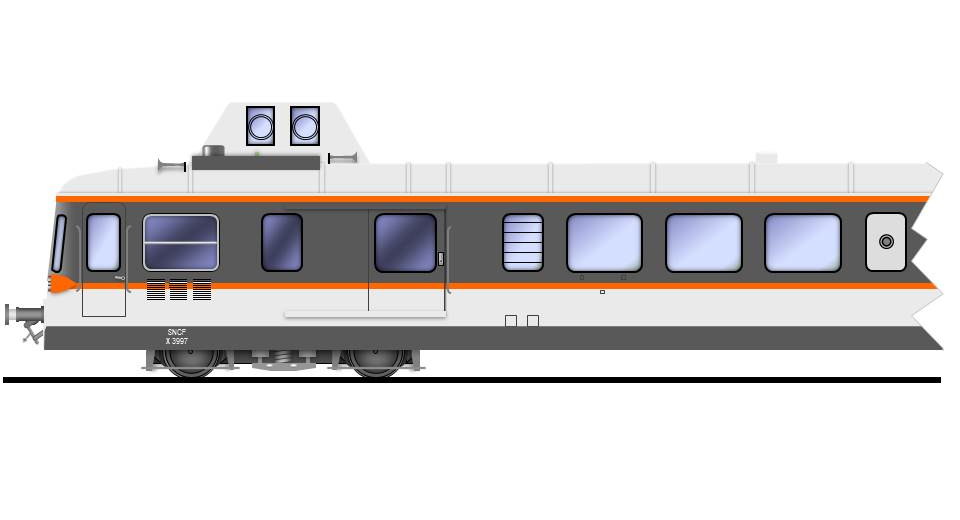
X 3997, autorail de mesures.

Sept autorails de la série ont été adaptés pour des dessertes et des besoins spécifiques par la SNCF :
- l'X 3953 est transformé en X 93953 bleu et blanc pour la ligne de Bréauté - Beuzeville à Fécamp, puis reprend son numéro initial quand il est racheté par la TRANSVAP ;
- l'X 3886 est transformé en engin expérimental ARE (Autorail à Récupération d’Énergie). Sa carrière se poursuit ensuite, comme autorail touristique, auprès de l'association Autorails de Bourgogne-Franche-Comté (ABFC) ;
- l'X 3896 est transformé en Juin 1976 par les Ateliers de Périgueux en autorail de tournées d'inspection, en remplacement de l' X 3215, et reçoit une livrée vert clair soulignée par des bandes en gris dauphin. À partir de 1988, cet autorail fut affecté au Service de la recherche pour des essais dans le cadre du projet « Astrée », première ébauche du système de signalisation ERTMS ;
- l'X 3900 fait l'objet, à la même époque et dans les mêmes conditions que le précédent, d'aménagements lui permettant de remplacer l' X 7011 comme autorail de tournée. En 1993, il est racheté par l'association Autorail Touristique du Minervois (ATM), puis est garé au dépôt de Clermont-Ferrand avant d'assurer les premiers trains pour le compte des Chemins de Fer de la Haute Auvergne (CFHA) en 1997. Depuis, il stationne à Bort-les-Orgues ;
- l'X 3997 est transformé en autorail de mesures de la SNCF et reçoit une livrée à base de gris foncé et avec bandeaux orange. Il est d'abord utilisé pour le contrôle et la maintenance des installations de la signalisation, puis il est équipé de roues deshuntables permettant de réaliser des mesures de résistance Voie-Ballast. Enfin, dans les années 1990, il est utilisé pour homologuer au shuntage le matériel roulant remorqué. Après avoir été mis à la disposition de différentes associations pour qu'elles puissent récupérer des pièces détachées, il est ferraillé à Culoz en Février 2014 ;
- l'X 4042 est utilisé comme navette ouvrière par les Houillères du bassin de Lorraine avant d'être revendu au Musée de la mine du carreau Wendel ;
- l'X 4051 intervient sur le chantier de construction du tunnel sous la Manche, avant de circuler sur les lignes bretonnes du CFTA, en appui aux X 97150.

## Préservations
Leur fiabilité, leur rusticité, mais aussi leur ligne si particulière, avec leur poste de conduite en kiosque, sont autant de raisons qui ont conduit à les préserver massivement. C'est ainsi que 45 exemplaires, soit près de 18 % de l'effectif total de la série, seront préservés à la fin de leurs services. Si plusieurs de ces autorails ont depuis été détruits, victimes de graves avaries ou ayant manqué d'entretien, nombre d'entre eux restent exploités par des chemins de fer touristiques aujourd'hui.

### En état de marche
- X 3814 : préservé en état de marche par l'Association des Autorails Touristiques de l’Yonne (AATY) ;
- X 3817 : préservé en état de marche par le Chemin de Fer Touristique de la Vallée de l'Aa (CFTVA) ;
- X 3823 : préservé en état de marche par le Chemin de Fer de la Vendée (CFV) ;

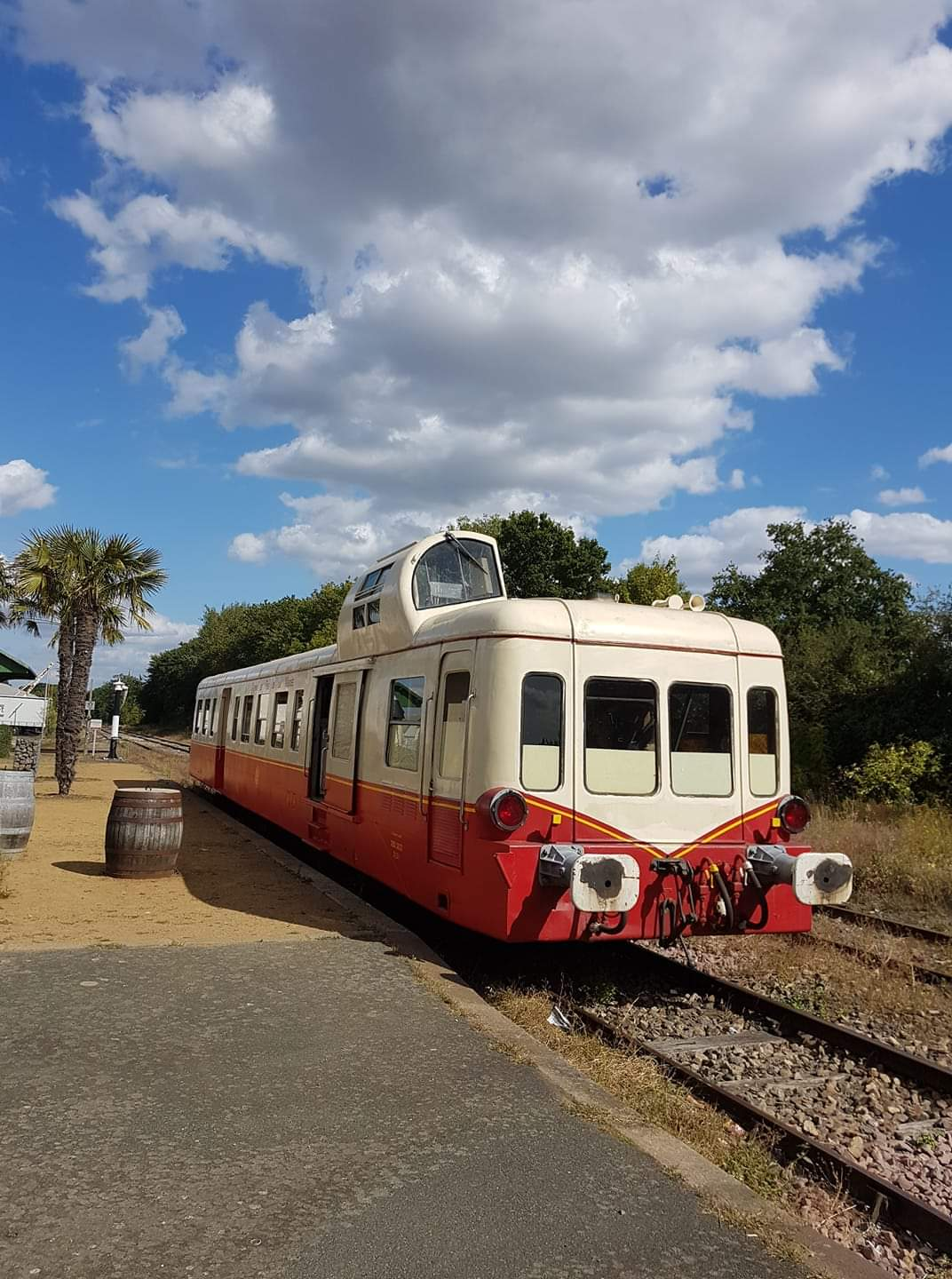
Le X3823 du Chemin de Fer de la Vendée.

- X 3824 : préservé en état de marche par l'Association des Trains du Sud de la France (ATSF) ;
- X 3837 : préservé en état de marche par l'Association Lorraine d'Exploitation et de Modélisme Ferroviaires (ALEMF) ;
- X 3838 : préservé en état de marche par le Chemin de Fer Touristique du Sud des Ardennes (CFTSA) ;
- X 3850 : préservé en état de marche par le Chemin de Fer Touristique du Sud des Ardennes (CFTSA) ;
- X 3853 : préservé en état de marche par le Chemin de Fer Touristique de la Vallée de l'Aa (CFTVA) ;
- X 3867 : préservé en état de marche par l'AGRIVAP
- X 3886 : préservé par l'association Autorails de Bourgogne-Franche-Comté (ABFC), en attente de réparation du moteur et remise en état (agréé SNCF Réseau)  Inscrit MH (2023)[13] ;
- X 3890 : préservé en état de marche par le Chemin de Fer du Centre Bretagne (CFCB) ;
- X 3926 : préservé en état de marche par l’association Tourisme Ferroviaire de la Brie Champenoise à l’Omois (TFBCO) ;
- X 3943 : préservé en état de marche par le Chemin de Fer Touristique du Sud des Ardennes (CFTSA) ;
- X 3944 : préservé en état de marche par le Train du Pays Cathare et du Fenouillèdes (TPCF) ;
- X 3953 : préservé en état de marche par la TRANSVAP sous le numéro X93953 et la livrée bleu et blanc de sa période d'exploitation sur la ligne Bréauté-Beuzevile à Fécamp ;
- X 3959 : préservé en état de marche par le Chemin de Fer de Charente-Limousine (CFCL) ;
- X 3976 : préservé en état de marche par l’Association du Train Touristique du Centre Var (ATTCV) ;
- X 3998 : préservé en état de marche par le Chemin de fer à Vapeur des Trois Vallées (CFV3V) en Belgique ;
- X 4001 : préservé en état de marche par le Chemin de Fer du Haut-Forez (CFHF) ;
- X 4039 : préservé en état de marche par l'association Autorails de Bourgogne-Franche-Comté (ABFC)  Inscrit MH (2023)[14];
- X 4042 : préservé en état de marche au Musée de la Mine sur le site du Carreau Wendel à Petite-Rosselle ;en monument statique en extérieur sur un coupon de rail (pot de fleurs)pour le Musée (auquel le moteur saurer est tournant (fonctionnant)
- X 4046 : préservé en état de marche par l'association Autorail Lorraine Champagne Ardenne (ALCA). Actuellement en exploitation au C.F.V.E à Pacy sur Eure.

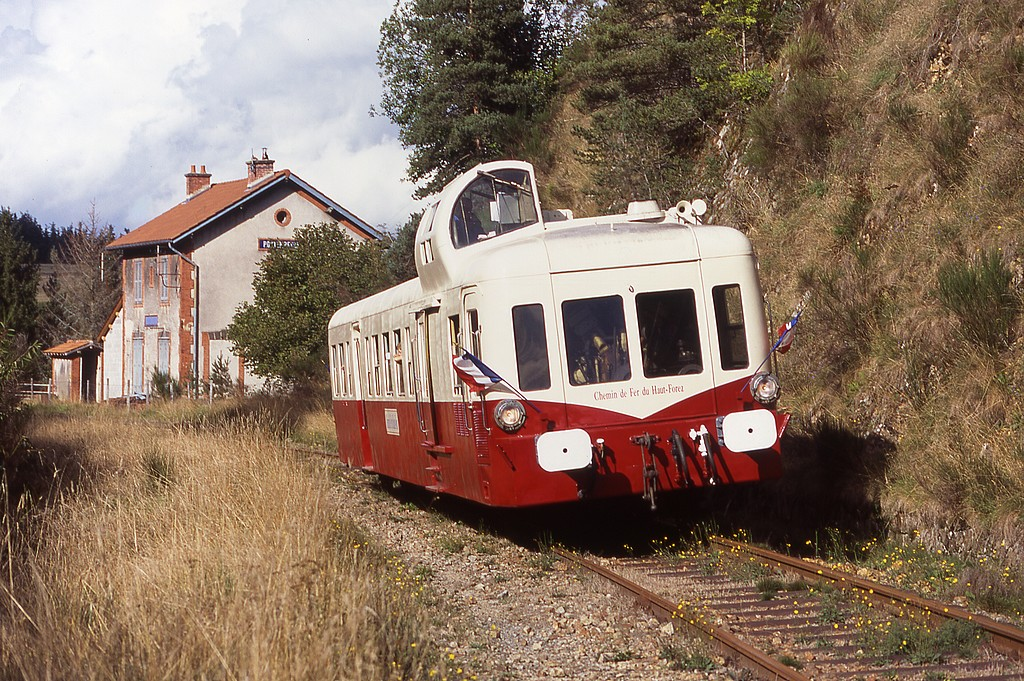
Le X 4001 préservé par le Chemin de fer du Haut Forez (CFHF).
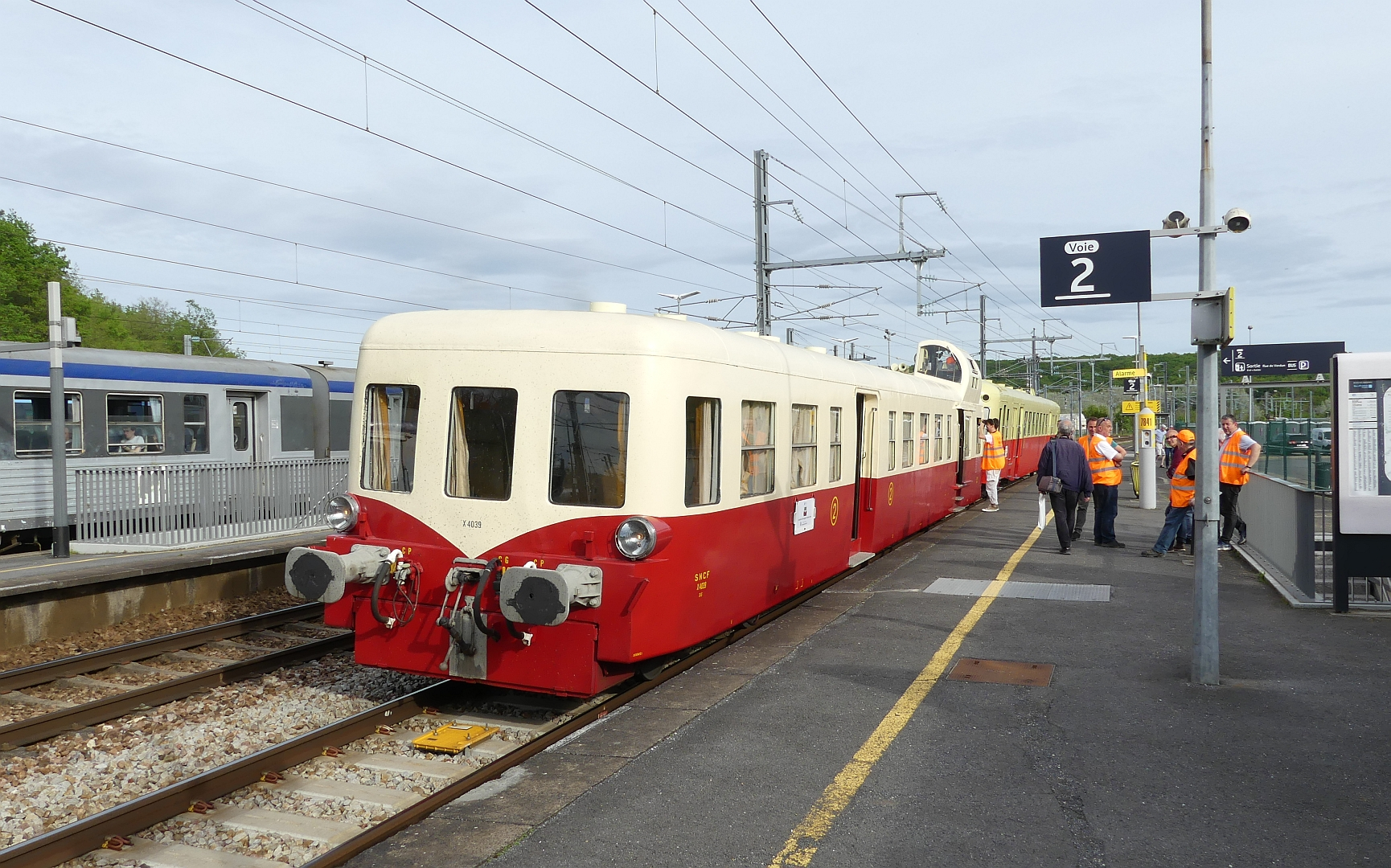
Le X 4039 préservé par l'association Autorails de Bourgogne-Franche-Comté (ABFC).

### Hors service, conservés pour pièces, ou ferraillés
- X 3801 : anciennement préservé par Chemin de Fer Touristique des Hautes Falaises (CFTHF) ;
- X 3810 : conservé comme réserve de pièces par l’Association du Train Touristique du Centre Var (ATTCV) ;(ferraillé en 2022 au Mans)
- X 3818 : anciennement préservé par le Chemin de Fer Touristique de la Traconne (CFTT) ;
- X 3825 : préservé par l'association Quercyrail ;
- X 3835 : préservé par l'Association des Autorails Touristiques de l’Yonne (AATY) ;
- X 3846 : anciennement préservé par l’association Autorail Touristique du Minervois (ATM), ferraillé en 2012 ;
- X 3847 : exposé par la Cité du Train à Mulhouse (découpé à un tiers de sa longueur : extrémité côté compartimentent moteur/poste de conduite) ;
- X 3865 : anciennement préservé par le Train Touristique de l’Ardèche Méridionale (Viaduc 07), ferraillé en 2011 ;
- X 3866 : préservé par l'Amicale Caen-Flers (ACF) ;
- X 3871 : conservé comme réserve de pièces par l'Association des Autorails Touristiques de l’Yonne (AATY) ;
- X 3876 : préservé par l'Auberge du Chemin de Fer à Lanester (transformé en gîte)
- X 3989 : anciennement préservé par le Train Touristique de l’Ardèche Méridionale (Viaduc 07), ferraillé ;
- X 3897 : anciennement préservé par le Chemin de Fer Touristique du Sud des Ardennes (CFTSA) ;
- X 3898 : préservé par le Chemin de Fer Touristique du Sud des Ardennes (CFTSA) ;
- X 3900 : préservé par les Chemins de Fer de la Haute Auvergne (CFHA), transformé en autorail de tournée d’inspection par la SNCF ;
- X 3907 : anciennement préservé par le Train Touristique Étretat-PAys de Caux (TTEPAC), ferraillé en 2014 ;
- X 3934 : anciennement préservée par l'AGRIVAP, ferraillé après récupération de pièces détachées à la suite d'une collision avec un poids lourd à un passage à niveau ;
- X 3937 : anciennement préservée par l'Association de Modélistes Rambolitrain, ferraillé en 2011, moteur récupéré par l'AGRIVAP ;
- X 3968 : préservé par le Chemin de fer Touristique du Haut-Quercy (CFTHQ) ;
- X 4013 : anciennement conservé comme vestiaire pour une discothèque installée dans l'ancienne gare de Sancerre (Cher), ferraillé ;
- X 4025 : anciennement conservé comme réserve de pièces par l'association Autorails de Bourgogne-Franche-Comté (ABFC), ferraillé en 2001 ;
- X 4028 : anciennement préservé par l'association Autorail Touristique du Minervois (ATM), ferraillé en 2013 ;
- X 4051 : anciennement préservé par la société générale de Chemins de Fer et de Transports Automobiles (CFTA), ferraillé.

## Modélisme
L'autorail Picasso a été reproduit à plusieurs échelles :
- À l'échelle HO par les firmes RMA, Jouef,  LS Models, Mistral Trains Models, Lima et les Éditions Atlas (statique) ;
- À l'échelle N actuellement par Trains160, dans les années 1980 par Transmondia ;
- À l'échelle O par Fulgurex en 1990, AMJL en kit ou montés[Fv 11],[15], et prochainement par Chrezo.
- À l'échelle Z prochainement par Azar Models

## Dans les médias
L'X 3823 est utilisé pour le cinéma dans le film Les Vacances du petit Nicolas.
L'X 3867 est visible dans le film Être et avoir.
L'X 4039 est utilisé pour le tournage du film d'Alain Corneau Le Deuxième Souffle et participe à Paris, en 2003, à l'exposition Le Train capitale.
L'X 4046 conservé par l'association Autorail Lorraine Champagne-Ardenne, a servi de décors pour le clip de la chanson de Laurent Voulzy, Paradoxal système en 1992.